# 免费广告支持网络电视
免费广告支持网络电视（英語：free ad-supported streaming television，FAST）是一种網路電視服务，提供传统的直播電視服務和影視公司制作的節目，无需付费订阅，资金主要來自於廣告。采用这种模式的平台以及頻道包括Pluto TV、乐天电视、Roku Channel、ofiii 歐飛、hami video、四季线上4gTV和中天新聞台等。这些服务与主要以用户生成内容为主的平台（如YouTube和Twitch ）以及基于订阅的服务（如Amazon Prime Video和Netflix ）有所不同。